# Saint Thomas (Jamajka)
Saint Thomas – jeden z 14 regionów Jamajki. Znajduje się na południowo-wschodnim krańcu wyspy.